# Villalmarzo
Villalmarzo es una parroquia del concejo de El Franco, en la comarca de Eo-Navia, Principado de Asturias, España.
La correspondiente parroquia eclesiástica está bajo la advocación de Santo Domingo.

## Lugares
Según el nomenclátor de 2023, la parroquia comprende las siguientes entidades de población:
- Ludeiros (Lludeiros)
- San Julián (San Xuyán)
- Villalmarzo

## Toponimia
Según recoge Marcelino Fernández Fernández en su obra El Franco y su concejo (1898) la tradición sitúa el origen del topónimo Villalmarzo en «Villa-en-Marzo», debido a que la capitalidad del concejo pasó de la villa de Suero al pueblo durante un mes de marzo, para luego retornar.

## Geografía
La parroquia tiene una extensión de 7,79 km², en la que estaban empadronados en el año 2015, 120 habitantes (INE). La población se reparte, según el nomenclátor de 2015, entre la casería de Ludeiros (9 habitantes) y las aldeas de San Julián (65 hab.) y Villalmarzo (45 hab.).
La aldea se sitúa a una altitud de 200 m y dista 7,5 km de la villa de La Caridad, capital del concejo.

## Ganado bovino
Según datos publicados por Sadei, en 2015 había 15 explotaciones bovinas en la parroquia, 14 de leche y 1 mixta, con un total de 580 cabezas.

## Parroquia eclesiástica
La parroquia eclesiástica de Villalmarzo está bajo la advocación de santo Domingo y se encuadra en el arciprestazgo de Villaoril de la archidiócesis de Oviedo. La iglesia parroquial se encuentra en la aldea de Villalmarzo y fue restaurada en el año 2006, con el apoyo de la Obra Social y Cultural de Cajastur.